# Daihatsu Terios
La Daihatsu Terios è un SUV compatto di segmento B costruito dalla Daihatsu dal 1997. Presentato nei vari mercati sotto diversi nomi, rappresenta il modello destinato a sostituire la Feroza. Al termine del 2017 ne è stata presentata la terza serie.

## Prima generazione (1997-2005)
La prima serie fu prodotta dal 1997 al 2005. 
La Terios era una piccola fuoristrada compatta disponibile con carrozzeria 5 porte e abitacolo a 5 posti con portellone posteriore apribile lateralmente e ruota di scorta esterna. Nacque per sostituire la fuoristrada Feroza. Il pianale di base era a longheroni, la trazione era disponibile nella versione integrale permanente o due ruote motrici (posteriore). 

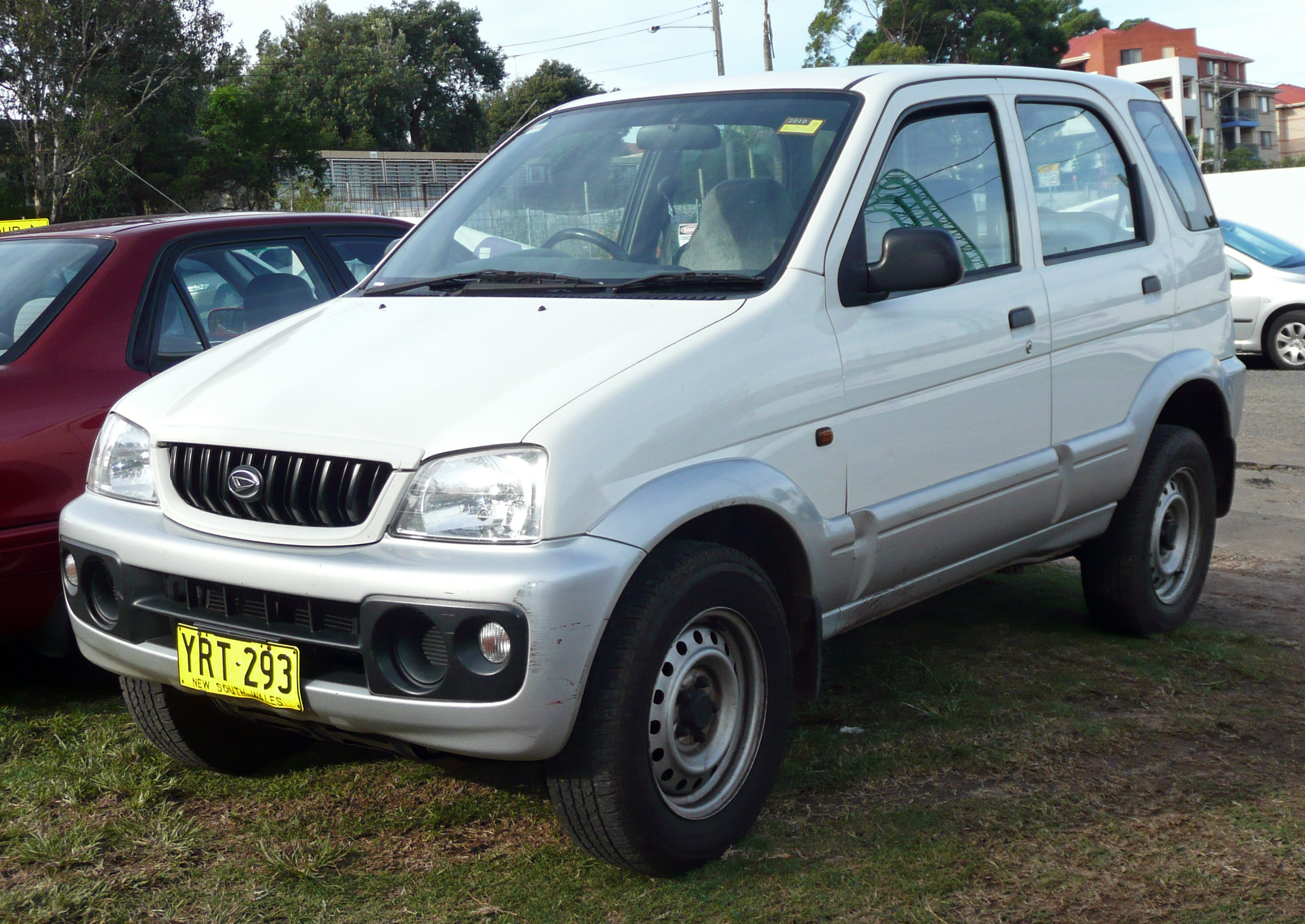
Una Daihatsu Terios J102

Sul mercato italiano era proposta in tre differenti allestimenti: la versione SX la più completa, la CX e la versione DB denominata "Autocarro".
Nel 2000 venne presentato un restyling (codice J102) che presentava lievi modifiche all’esterno e all’interno. Venne cambiata la mascherina anteriore e i paraurti inoltre l’interno
Presentava finiture migliori con nuovi tessuti e nuova plancetta per il climatizzatore.
Le motorizzazioni prodotte sono state tre, le prime due per il mercato europeo, la terza per il mercato asiatico e paesi latini:
- J100 - prodotta dal 1997 al 1999, Motore "HC-EJ" SOHC 1295cc 16v, potenza massima 83 CV a 6500 giri/min. 107 N m circa di coppia massima a 5000rpm, distribuzione a cinghia.
- J102 - prodotta dal 2000 al 2005, Motore "K3-VE" DOHC 1297cc 16v, potenza massima 86 CV a 6000 rpm, 120 N m circa di coppia massima a 3200rpm, distribuzione a catena.

Il terzo motore era il 1.3 16V Turbo erogante 140 cavalli non offerto in Europa ma solo sul mercato interno giapponese ed esportato solo in alcuni paesi con guida a destra. Questa versione sportiva denominata Terios Turbo Aero era caratterizzata anche da un body kit esterno e da migliorie alla meccanica; venne ribassato l’assetto e migliorato l’impianto frenante inoltre presentava paraurti specifici e minigonne laterali. La trasmissione era automatica a quattro rapporti e la trazione integrale permanente.
Sul mercato giapponese venne venduta anche una derivata della Terios più compatta denominata Terios Kid progettata secondo le specifiche delle kei car quindi lunga soli 3,40 metri ed equipaggiata con un motore da 660 cc erogante massimo 64 cavalli.

### Produzione
È stata commercializzata con diversi nomi e marchi: sul mercato giapponese è stata venduta anche nelle concessionarie Toyota dal maggio 1999 al gennaio 2006 ribattezzata Toyota Cami nelle versioni con motore 1.3 aspirato a trazione integrale o posteriore, e nella versione sportiva 1.3 Turbo Aero da 140 cavalli. 
In Cina è stata prodotta dalla joint-venture FAW-Toyota e venduta a marchio Dario Terios. In Indonesia dalla Terios è stata ricavata la Daihatsu Taruna, una fuoristrada più grande che conservava la parte centrale dell’abitacolo della piccola Terios comprensiva di portiere ma aveva il passo allungato, vano motore più ampio e bagagliaio più grande. 
In Malaysia è stato prodotto dalla Perodua e venduto rimarchiato Perodua Kembara.
In Cina venne inoltre prodotto da Zotye Auto lo "Zotye 2008" che è una copia non autorizzata della prima serie di Terios.

## Seconda generazione (2006-2017)
La seconda serie è stata presentata ai vari saloni nella parte finale del 2005 ed entra in produzione nel gennaio del 2006 con diversi nomi: oltre a Daihatsu Terios utilizzato globalmente è stata commercializzata come Daihatsu Be-go (in Giappone, Cina e Costa Rica) e Toyota Rush in Nord America.
Era disponibile in due versioni di passo: quella standard è stata venduta in tutti i mercati mentre quella a passo lungo era destinata soprattutto ai mercati emergenti del sud est asiatico e poteva ospitare sette passeggeri. Il nuovo telaio di base è sempre a longheroni ma risulta più largo e lungo e di conseguenza la carrozzeria raggiunge i 4,10 metri di lunghezza e l’abitacolo è più spazioso. Il motore è in posizione anteriore e la trazione è integrale permanente, munito di un terzo differenziale centrale che ripartisce la coppia motrice al 50/50 tra avantreno e retrotreno; inoltre dispone del blocco anche in fase di movimento del differenziale centrale (tramite un pulsante in plancia). I modelli base invece sono disponibili anche in versione a due ruote motrici con trazione posteriore.
Oltre al propulsore da 1,3 litri era disponibile un nuovo motore da 1,5 litri e 105 CV. Il cambio è un manuale a 5 rapporti e optional sulla 1.5 un automatico a 4 rapporti.
Nel 2008 è stata sottoposta ai crash test dell'Euro NCAP, ottenendo il punteggio di quattro stelle per quanto riguarda la sicurezza automobilistica.
Nel novembre 2008 venne lanciato in Europa un leggero restyling che ha introdotto una nuova mascherina frontale con una barra cromata con nuovi paraurti.
Interrotta la distribuzione europea e americana di tutta la gamma Daihatsu nel 2013, il modello ha continuato a essere venduto sui mercati asiatici fino al 2017.

### Motorizzazioni
| Modello       | Disponibilità | Motore  | Cilindrata cm³ | Potenza        | Coppia max | Emissioni CO2 (g/km) | 0–100 km/h (secondi) | Velocità max (km/h) | Consumo medio (km/l) |
| 1.5 2WD B     | dal 2006      | Benzina | 1495           | 75 kW (102 Cv) | 135 (Nm)   | 164                  | 11,8                 | 160                 | 14,1                 |
| 1.5 4WD B     | dal 2006      | Benzina | 1495           | 75 kW (102 Cv) | 135 (Nm)   | 173                  | 12,4                 | 160                 | 13,5                 |
| 1.5 4WD B O/F | dal 2006      | Benzina | 1495           | 77 kW (105 Cv) | 135 (Nm)   | 170                  | 12,4                 | 160                 | 13,0                 |

## Terza generazione (dal 2017)

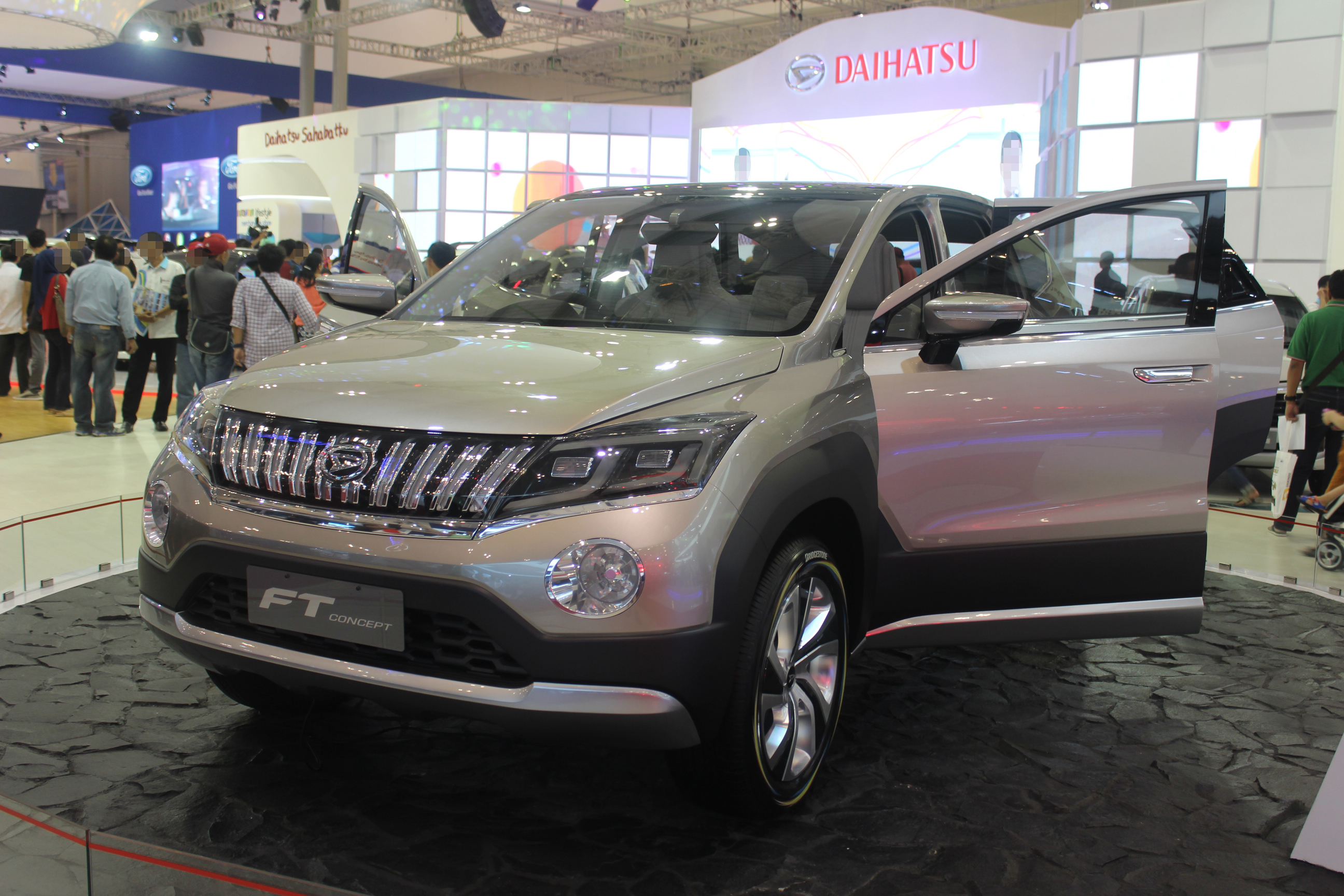
La Daihatsu FT Concept del 2015

La terza generazione della Terios viene progettata insieme a Toyota esclusivamente per i mercati emergenti asiatici; la Daihatsu si era ritirata dai mercati europei e nordamericani a causa di problemi finanziari in patria e di conseguenza la nuova generazione della fuoristrada venne appositamente costruita per le esigenze dei paesi emergenti (dove già in passato era prodotta nelle versioni specifiche con carrozzeria allungata a passo lungo e sette posti).
Sviluppata in poco più di tre anni (nome in codice F800) il design definitivo venne approvato già nel 2015 ed è opera di Mark Widjaja e Eiji Fujibayashi. Il principale obiettivo era di ridurre i costi di produzione, anche a causa della mancanze della versione europea che assorbiva gran parte della produzione; venne abbandonata la trazione integrale e venne adottato un pianale di base non è più a longheroni ma a monoscocca in acciaio con motore longitudinale e trazione posteriore, piattaforma di origine Toyota già utilizzata sul monovolume Avanza. Il passo viene allungato fino a 2,685 metri e la carrozzeria ha una lunghezza di 4,435 metri (poco più grande della vecchia Grand Terios a sette posti). 
L’influenza Toyota è visibile nello stile della carrozzeria che possiede un design caratterizzato da linee spigolose e taglienti tipiche del nuovo corso stilistico della casa giapponese; la Terios infatti continuerà a essere commercializzata anche come Toyota Rush in alcuni mercati asiatici. 
Il motore disponibile è il quattro cilindri 1.5 sedici valvole Toyota 2NR-VE alimentato a benzina con fasatura variabile VVT-i erogante 103 CV accoppiato a un cambio manuale a 5 rapporti o automatico a 4 rapporti. 
La produzione parte nel novembre 2017 presso lo stabilimento di Karawang in Indonesia appartenente alla divisione Astra-Daihatsu Motor e nel 2018 viene avviata anche nello stabilimento di Rawang in Malaysia appartenente alla Perodua. In Giappone la terza serie non viene più venduta.